# Зринска
Зринска је насељено место у саставу општине Велики Грђевац у Бјеловарско-билогорској жупанији, Република Хрватска.

## Историја
До територијалне реорганизације у Хрватској налазила се у саставу старе општине Грубишно Поље.

## Становништво
На попису становништва 2011. године, Зринска је имала 130 становника.

## Попис 1991.
На попису становништва 1991. године, насељено место Зринска је имало 313 становника, следећег националног састава:
| Попис 1991.‍  | Попис 1991.‍  | Попис 1991.‍ | Попис 1991.‍ | Попис 1991.‍ |
| ------------ | ------------ | ----------- | ----------- | ----------- |
|              |              |             |             |             |
| Срби         | Срби         |             | 132         | 42,17%      |
| Хрвати       | Хрвати       |             | 117         | 37,38%      |
| Југословени  | Југословени  |             | 24          | 7,66%       |
| Албанци      | Албанци      |             | 10          | 3,19%       |
| Мађари       | Мађари       |             | 8           | 2,55%       |
| неопредељени | неопредељени |             | 17          | 5,43%       |
| непознато    | непознато    |             | 5           | 1,59%       |
| укупно: 313  |              |             |             |             |